# Benthosphenus
Benthosphenus lozovskii
Genre
Espèce
Benthosphenus est un genre fossile d'amphibiens préhistoriques. Il n'est représenté que par son espèce type, Benthosphenus lozovskii, et, en 2022, le genre est resté monotypique.

## Systématique
Le genre Benthosphenus a été créé en 1979 par les paléontologues russes Mikhail A. Shishkin (d) et Vladlen R. Lozovsky (d). Le spécimen type de l'espèce Benthosphenus lozovskii est enregistré sous la référence PIN 3785/1. Ses vestiges fossiles ont été trouvés uniquement sur l'île Rousski à ce jour, dans ce qui représente un horizon marin de l'Olénékien en fédération de Russie. 
Sa période d'existence attestée s'établit entre 251,3 et 247,2 Ma.